# La Guigne
Pour les articles homonymes, voir Guigne.
La Guigne est une comédie-vaudeville en trois actes d'Eugène Labiche, en collaboration avec Eugène Leterrier et Albert Vanloo, créée au théâtre des Variétés à Paris le 27 août 1875.
Cette pièce n'a pas été imprimée.

## Distribution de la création
| Rôle                    | Acteur          |
| ----------------------- | --------------- |
| Robinet                 | Étienne Pradeau |
| Duplanchet              | Baron           |
| Un invalide             | Jean Berthelier |
| Gédéon Fraisier         | Coquelin cadet  |
| Émile                   | M. Léonie       |
| Un ex-maître d'armes    | Daniel Bac      |
| Un garçon de restaurant | Coste           |
| Arthur                  | -               |
| Jules                   | -               |
| Édouard                 | -               |
| Lodoïska                | Berthe Legrand  |
| Aménaïde                | Mme Donvé       |
| Baccarat                | Mme Maurel      |
| Grenadine               | Mme Geffroy     |
| Périssoire              | Mme Ghinassi    |
| Sidonie                 | Alice Lavigne   |